# Aralık
Aralık (en arménien Արալիխ, Aralikh) est une ville et un district de la province d'Iğdır dans la région de l'Anatolie orientale en Turquie.